# Giuseppe Renato Imperiali
Giuseppe Renato Imperiali (Francavilla Fontana, 1º maggio 1651 – Roma, 15 gennaio 1737) è stato un cardinale e abate italiano.

## Biografia
Quinto dei dodici figli di Michele Imperiali, I principe di Francavilla, e di Brigida dei Grimaldi di Monaco, Giuseppe Renato Imperiali nacque a Francavilla Fontana il 1º maggio 1651.
Trascorsa la prima giovinezza in Puglia, si recò a Roma presso il prozio cardinale Lorenzo Imperiali grazie al quale riuscì ad entrare nel Collegio Germanico-Ungarico. Sotto papa Clemente X fu nominato chierico della Camera Apostolica e sotto il pontificato di papa Innocenzo XI ne divenne tesoriere generale.
Papa Alessandro VIII lo elevò al rango di cardinale nel concistoro del 13 febbraio 1690 con la diaconia di San Giorgio in Velabro. Dopo la nomina fu inviato a Ferrara come cardinale legato fino al 1696.

Tornato a Roma, nel 1700 fu nominato prefetto della Congregazione del Buon Governo, organismo che sovraintendeva all'amministrazione dei comuni dello Stato della Chiesa. Mantenne la carica fino alla morte, avviando un'intensa attività di risanamento finanziario e riforma amministrativa che trovò espressione anche nella pubblicazione di una raccolta della normativa sull'amministrazione temporale dello Stato della Chiesa.
Dal 1700 al 1721 fu abate dell'Abbazia di Santa Maria Maddalena in Armillis in Sant'Egidio del Monte Albino.

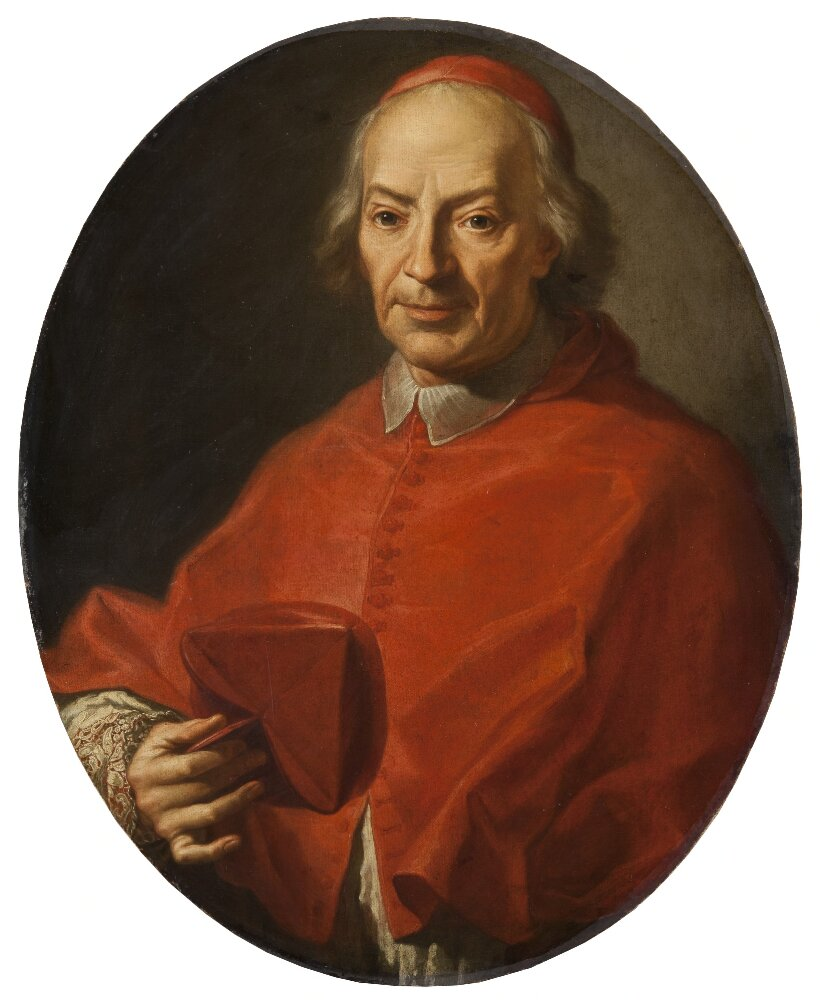
Antonio David
Ritratto del cardinale Imperiali
Museo nazionale di Stoccolma

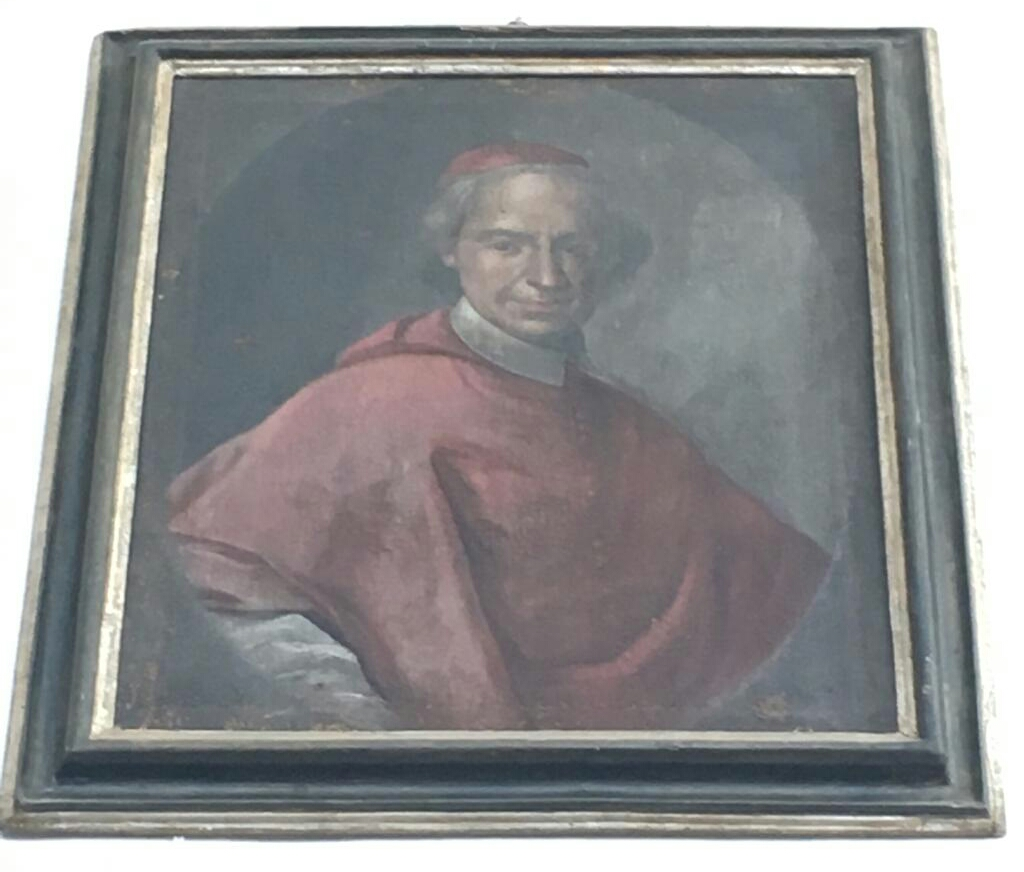
Ritratto di Renato Imperiali

Negli anni successivi ricevette incarichi politici di rilievo e tanta fu la stima conquistata dal cardinale presso gli ambienti ecclesiastici, che, nel conclave del 1724, ottenne una candidatura a successore di papa Innocenzo XIII. Dal 1727 gli fu affidato il titolo cardinalizio di San Lorenzo in Lucina.
Personaggio di vasta cultura, l'Imperiali costituì una grande biblioteca, dispersa alla fine del Settecento, il cui catalogo fu redatto dall'erudito Giusto Fontanini, bibliotecario del cardinale.
Alla morte di papa Benedetto XIII, nel 1730, grazie soprattutto alla sua esperienza e capacità di uomo politico, il cardinale Imperiali fu uno dei candidati favoriti per l'ascensione al soglio pontificio, tanto che nel conclave, che si svolse nello stesso anno, ottenne ben 18 voti, ma a causa della sua età avanzata (circa 80 anni) e dell'ostilità del re di Spagna, che pose il veto alla sua candidatura, non fu eletto.
Morì il 15 gennaio 1737 all'età di 85 anni e la sua salma venne inumata in una cappella della Basilica di Sant'Agostino in Campo Marzio (Roma).

## Conclavi
Durante il suo cardinalato Giuseppe Renato Imperiali partecipò ai conclavi:
- conclave del 1691, che elesse papa Innocenzo XII
- conclave del 1700, che elesse papa Clemente XI
- conclave del 1721, che elesse papa Innocenzo XIII
- conclave del 1724, che elesse papa Benedetto XIII
- conclave del 1730, che elesse papa Clemente XII

## La committenza Imperiali
Oltre all'attività nel campo della politica e della cultura Giuseppe Renato Imperiali svolse quella di promotore di grandi opere pubbliche.
Dal 1688 al 1733, prima come tesoriere generale della Camera Apostolica, poi come cardinale legato di Ferrara, infine come prefetto della Sacra Congregazione del Buon Governo, commissionò numerosi piccoli e grandi interventi. Si devono all'attività promotrice dell'Imperiali non solo l'edificazione ed il restauro di palazzi e singole opere pubbliche, ma anche l'esecuzione di veri e propri piani urbanistici.
L'architetto a cui affidò la maggior parte dei progetti più rilevanti fu Filippo Barigioni, ma lavorarono alle dipendenze del cardinale anche Gabriele Valvassori, Filippo Leti, Carlo Buratti e Giovan Battista Contini.

### 1688-1689 Opere commissionate come tesoriere della Camera Apostolica
- Sistemazione urbanistica del porto di Civitavecchia
- Restauro di Castel Sant'Angelo a Roma
- Lavori per le saline di Cervia: magazzino del sale e torre di San Michele

### 1690-1696 Opere commissionate come cardinale legato della provincia di Ferrara
- Riassetto urbano ed interventi edilizi nella città di Ferrara

### 1696-1733 Opere commissionate come prefetto della Sacra Congregazione del Buon Governo
- Ampliamento e ristrutturazione del Collegio ed Infermeria Ecclesiastica e spostamento della Fontana dell'Acqua Paola, Roma (architetto Filippo Barigioni)
- Ristrutturazione dell'Accademia dei nobili ecclesiastici in Piazza della Minerva, Roma (architetto Filippo Barigioni)
- Completamento del Palazzo Priorale di Velletri (architetto Filippo Barigioni)
- Ampliamento del Complesso Termale di Bagni di Nocera Umbra (architetti Filippo Barigioni e Gabriele Valvassori)
- Ristrutturazione urbana della città di Fano (ingegner Antonio Felice Facci)
- Palazzo Comunale di Vetralla (architetto Filippo Barigioni)
- Duomo di Vetralla (architetto Giovan Battista Contini)
- Duomo di Monticelli (architetto Filippo Leti)
- Facciata e campanile del Duomo di Ronciglione
- Facciata del Duomo di Poggio Mirteto
- Acquedotto di Benevento (architetto Carlo Buratti)
- Acquedotto e fontana di Nepi (architetto Filippo Barigioni)
- Fontana di Sutri
- Fontana della piazza principale di Tarquinia (architetto Filippo Barigioni)

## Galleria d'immagini

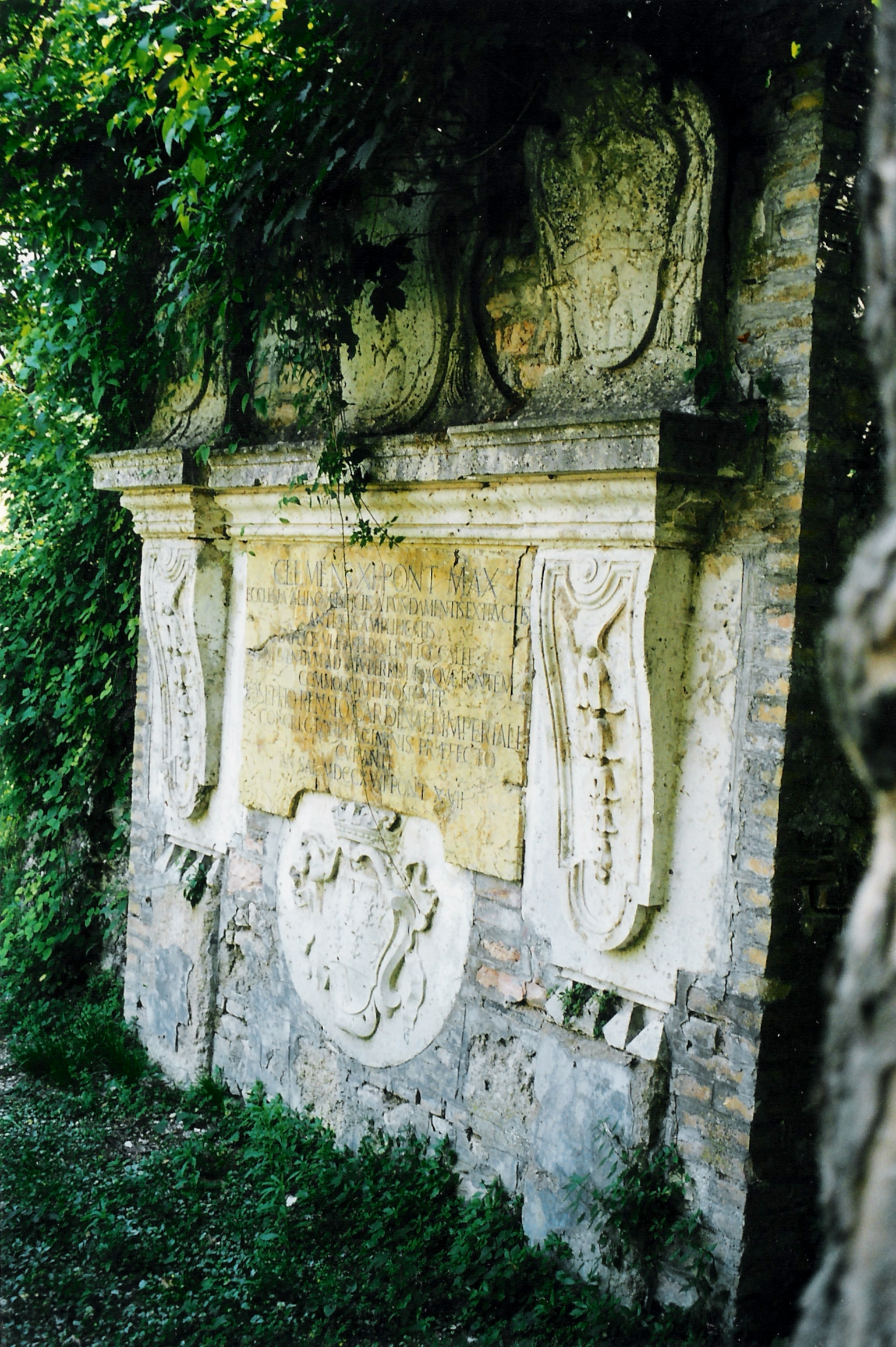
Complesso Termale di Bagni di Nocera Umbra, stemmi e lapide commemorativa
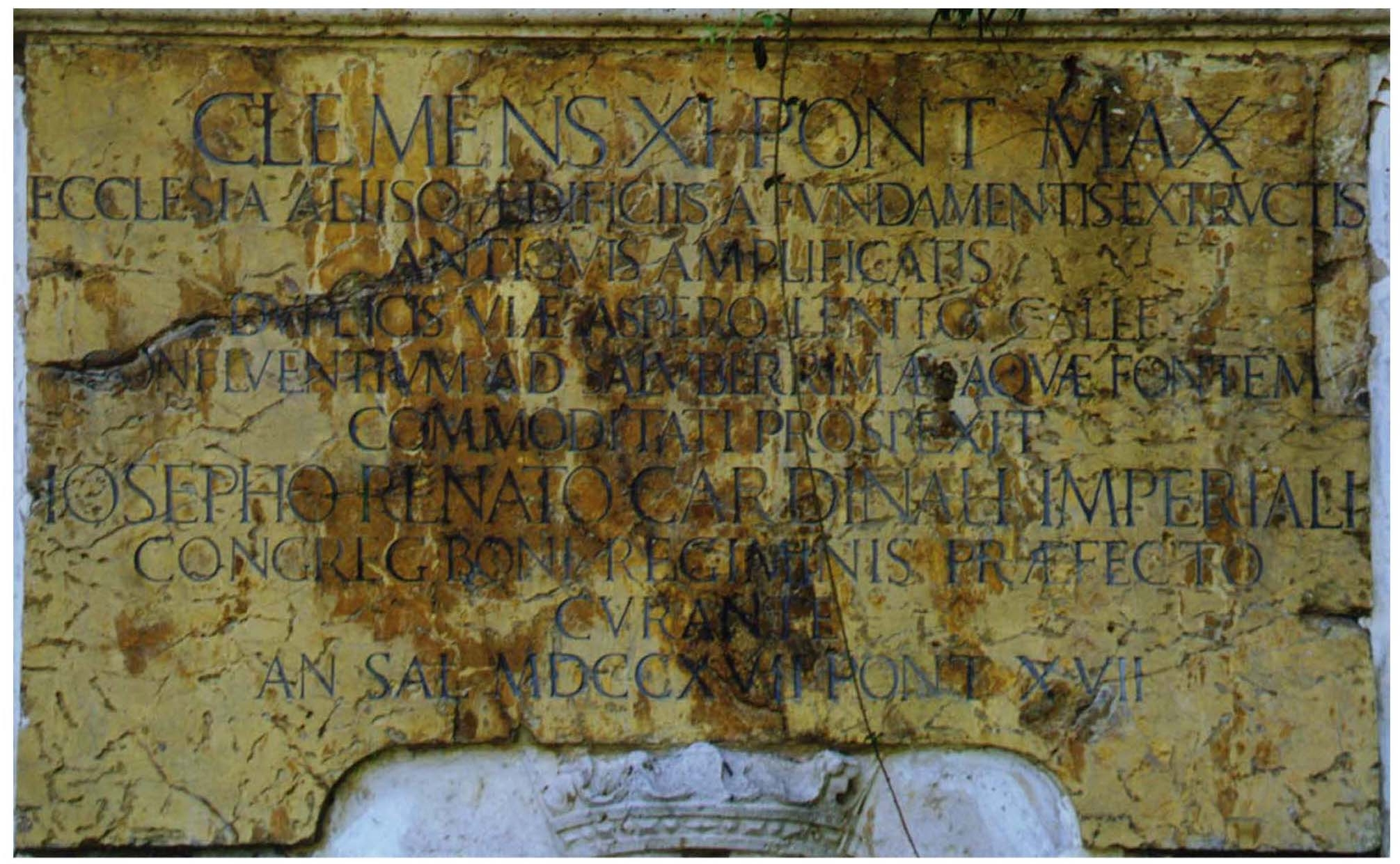
Complesso Termale Bagni di Nocera Umbra, dettaglio lapide commemorativa
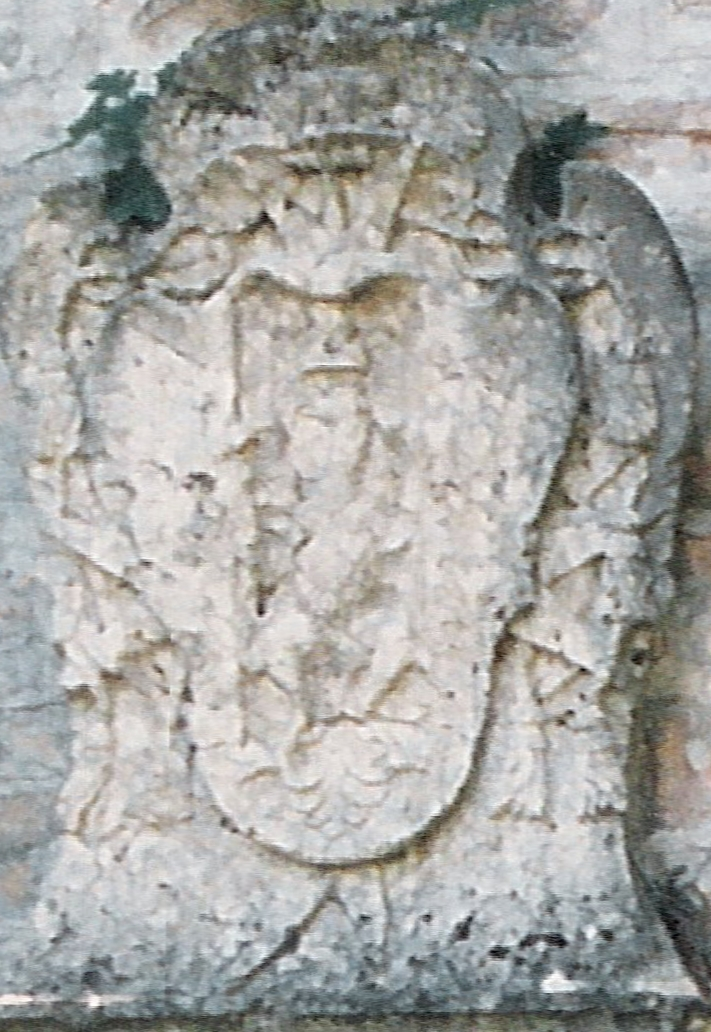
Stemma Imperiali